# Marcel Camus
Marcel Camus (Chappes, 21 april 1912 – Parijs, 13 januari 1982) was een Frans filmregisseur.
Camus werkte aanvankelijk als tekenleraar en was tijdens de Tweede Wereldoorlog vier jaar lang krijgsgevangene. In 1946 begon Camus te werken als regieassistent. In de volgende jaren werkte hij onder meer samen met Jacques Becker en Henri Verneuil. In 1957 draaide Camus zijn eerste speelfilm Mort en fraude, die handelt over Franse oorlog in Indochina. Hij verwierf internationale bekendheid met zijn film Orfeu Negro (1959). De film won de Gouden Palm op het filmfestival van Cannes in 1959 en de Oscar voor beste buitenlandse film in 1960. Daarnaast was de film ook belangrijk voor de mondiale doorbraak van de bossanova. In de jaren '70 legde hij zich vooral toe op televisieproducties.

## Filmografie
- 1957: Mort en fraude
- 1959: Orfeu Negro
- 1960: Os Bandeirantes
- 1962: L'Oiseau de paradis
- 1965: Le Chant du monde
- 1970: Un été sauvage
- 1970: Le Mur de l'Atlantique
- 1979: Os Pastores da Noite
- 1979: Le Roi qui vient du sud